# Floyd Cardoz

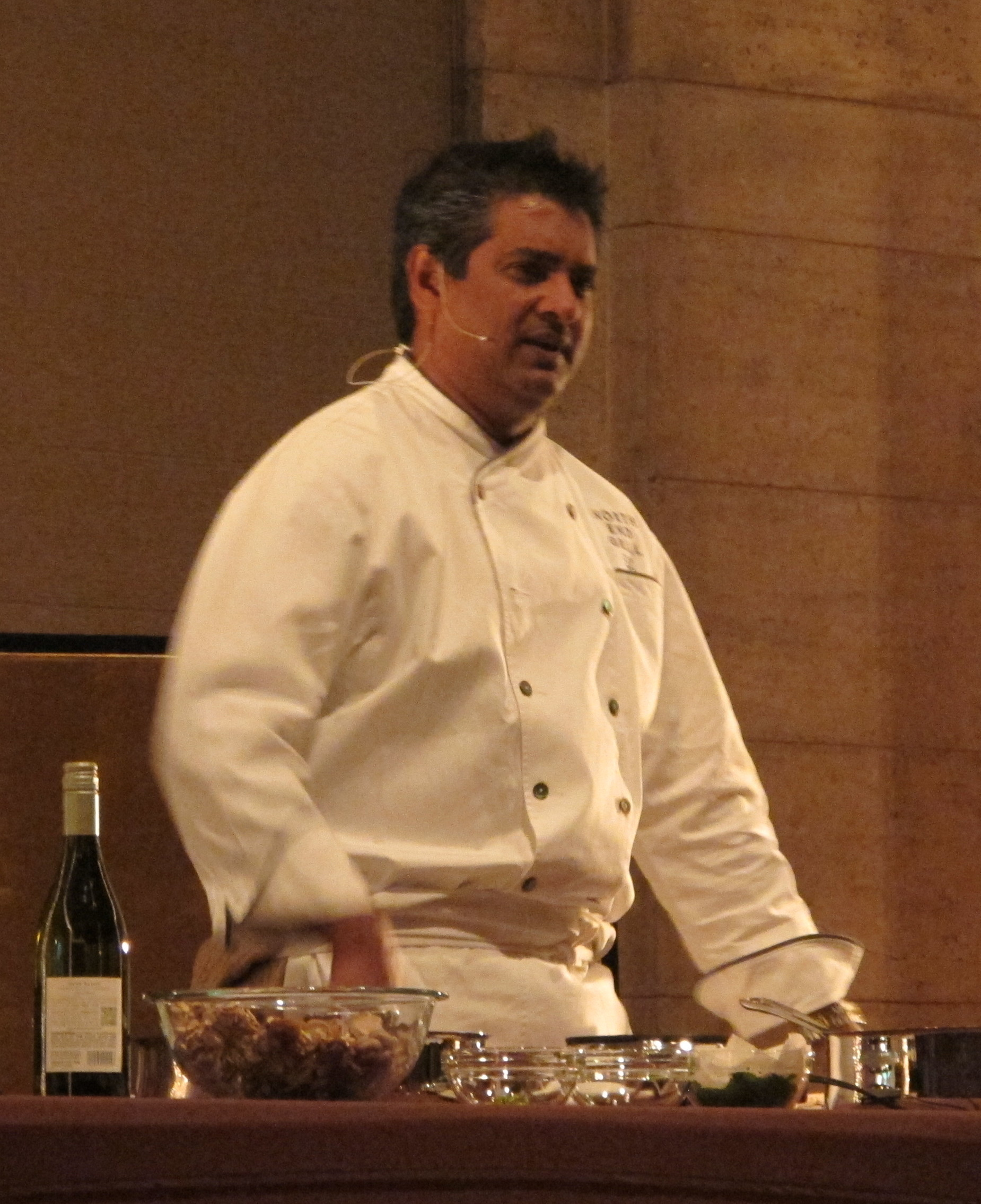
Floyd Cardoz (2011)

Floyd Cardoz (* 2. Oktober 1960 in Mumbai; † 25. März 2020 in Montclair, New Jersey) war ein indisch-US-amerikanischer Koch und Multigastronom.

## Leben
Cardoz wuchs im indischen Mumbai auf und absolvierte eine Ausbildung an der Les Roches International School of Hotel Management in Crans-Montana im Schweizer Kanton Wallis. Ab 1988 war er in New York tätig. 1998 gründete er mit Danny Meyer (USHG) das indische Restaurant Tabla und übernahm die Geschäftsführung für Meyers North End Grill, später auch das Pao Walla im New Yorker Szeneviertel Soho oder das Bombay Bread Bar. In Mumbai betrieb der das Bombay Canteen, das O Pedro oder das Bombay Sweet Shop.
Durch seinen Auftritt in der Netflix-Kultserie Ugly Delicious von David Chang wurde er auch international bekannt. Bereits 2011 war er der Gewinner der TV-Kochsendung Top Chef Masters. Er wurde fünf Mal für den James Beard Foundation Award nominiert, eine Auszeichnung als bester Koch in den USA.
Er starb im März 2020 im Alter von 59 Jahren während der COVID-19-Pandemie im Mountainside Medical Center in Montclair, New Jersey, an den Folgen einer SARS-CoV-2-Infektion.